# Stanislav Bárta
Stanislav Bárta (*6. června 1979, Havlíčkův Brod) je český historik, archivář a divadelní herec.

## Životopis
Stanislav Bárta se narodil v roce 1979 v Havlíčkově Brodě. V letech 1999 až 2004 studoval archivnictví a historii na Filozofické fakultě Masarykovy univerzity. V roce 2015 zde získal velký doktorát obhájením disertační práce Zástavní listiny Zikmunda Lucemburského na církevní statky (1420–1437), jež o rok později vyšla i knižně. V současnosti (2025) působí jako odborný asistent a zástupce ředitele Ústavu pomocných věd historických a archivnictví na FF MUNI.
Současně působí jako herec v brněnském Divadelním studiu V, kde působí jako režisér, herec, technik a správce sociálních sítí.

## Dílo

### Vědecká práce
Stanislav Bárta se zabývá dějinami českých zemí ve 13. století, středověkou kolonizací, osobou olomouckého biskupa Bruna ze Schauenburku, diplomatikou Zikmunda Lucemburského, dějinami hasičských spolků a archivní teorií.
- BÁRTA, Stanislav. Zástavní listiny Zikmunda Lucemburského na církevní statky (1420–1437). 1. vyd. Brno: Masarykova univerzita, 2016. 302 s. ISBN 978-80-210-8459-9.
- BÁRTA, Stanislav; ELBEL, Petr; SCHMIDT, Ondřej. Z Trevisa do Brtnice: Příběhy šlechtického rodu Collalto ukryté v českých archivech. 1. vyd. Brno: Masarykova univerzita. Filozofická fakulta, 2019. 230 s. ISBN 978-80-210-9182-5.
- BRZOBOHATÁ, Hana; BÁRTA, Stanislav; ČERVENÁ, Radana, et al. Digitální archivnictví. 1. vyd. Brno: Masarykova univerzita, 2019. 134 s. ISBN 978-80-210-9450-5.
- BÁRTA, Stanislav; ČERVENÁ, Radana. Paměť Země: Formování institucionálních základů historické vědy na Moravě v 19. a 20. století. 1. vyd. Brno: Matice moravská, 2020. 452 s. ISBN 978-80-87709-29-0.

### Divadelní režie
- Ještě chvíli (2025), asistent režie
- Soireé ve vile Löw-Beer (2024), režie
- Zahrada (2023), režie
- Baron Prášil (2018, 2023), režie, scéna, kostýmy
- Tiché šlapací království (2014), režie